# Coleoxestia sobrina
Coleoxestia sobrina es una especie de escarabajo longicornio del género Coleoxestia, tribu Cerambycini, subfamilia Cerambycinae. Fue descrita científicamente por Melzer en 1923.

## Descripción
Mide 19-27 milímetros de longitud.

## Distribución
Se distribuye por Brasil.